# کوکوسنگ‌چشم بال‌سیاه
کوکوسنگ‌چشم بال‌سیاه (نام علمی: Lalage melaschistos)، که همچنین به عنوان کوکوسنگ‌چشم خاکستری کوچک یا کوکوسنگ‌چشم خاکستری تیره شناخته می‌شود، گونه‌ای از کوکوسنگ‌چشم‌ها است که در جنوب تا جنوب شرق آسیا یافت می‌شود. برخلاف نامش، آنها (کوکوسنگ‌چشم‌ها) با سنگ‌چشم‌ها یا کوکوها ارتباطی ندارند. آنها دارای نوک پهن با روتنه خاکستری، بال‌های مشکی، زیردم سفید، دم‌های دراز لبه‌سفید، نوک‌ها و پاهای مشکی هستند. ماده‌ها به‌طور کلی در همه گونه‌ها سبک‌تر هستند.